# MBDA Aster

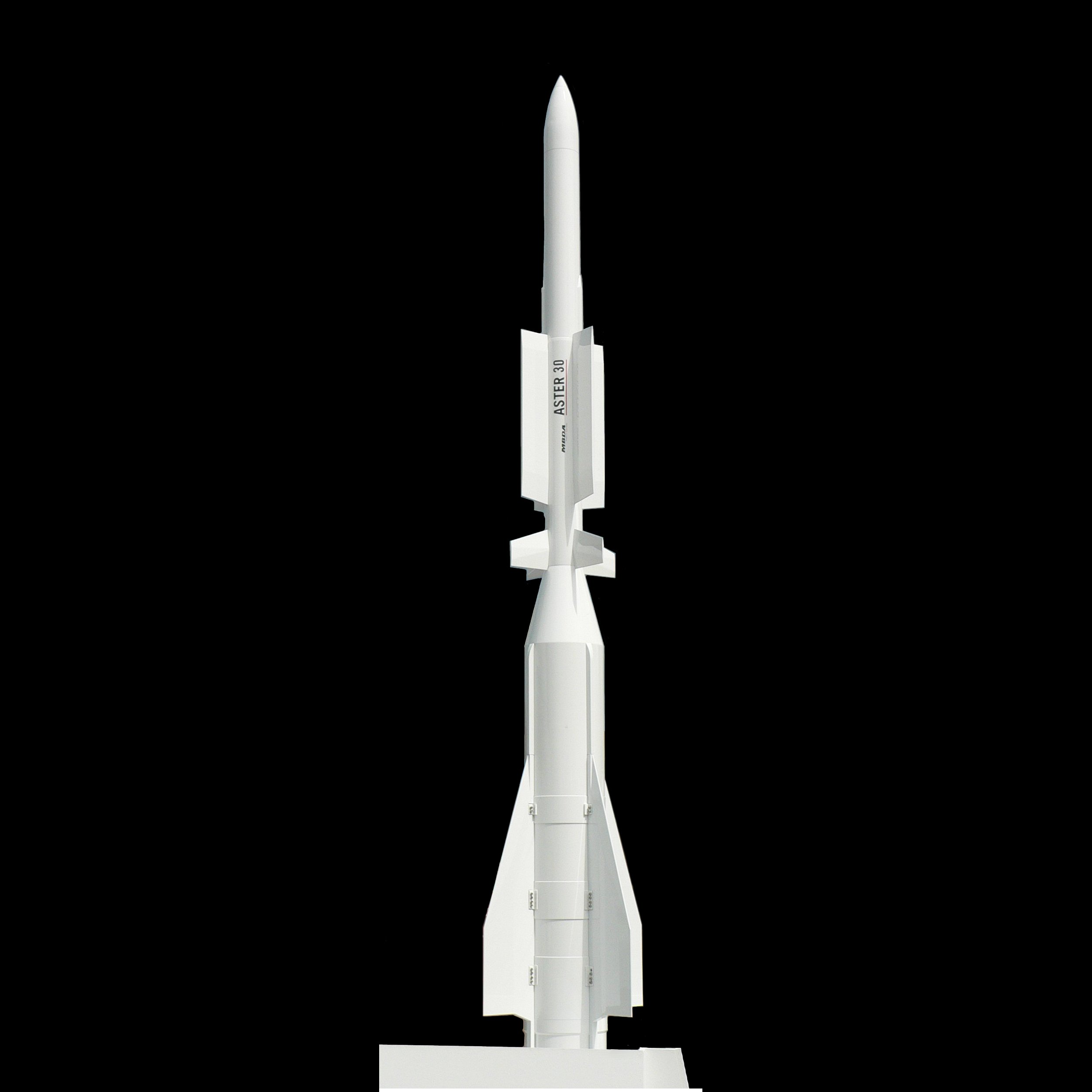
Střela Aster 30 se od střely Aster 15 liší použitím jiného startovacího stupně. Vlastní střely jsou totožné.

MBDA Aster je rodina protiletadlových raketových kompletů vyráběných konsorciem Eurosam. To tvoří společnosti MBDA Missile Systems (podíl 66%) a Thales Group (podíl 33%).

## Charakteristika

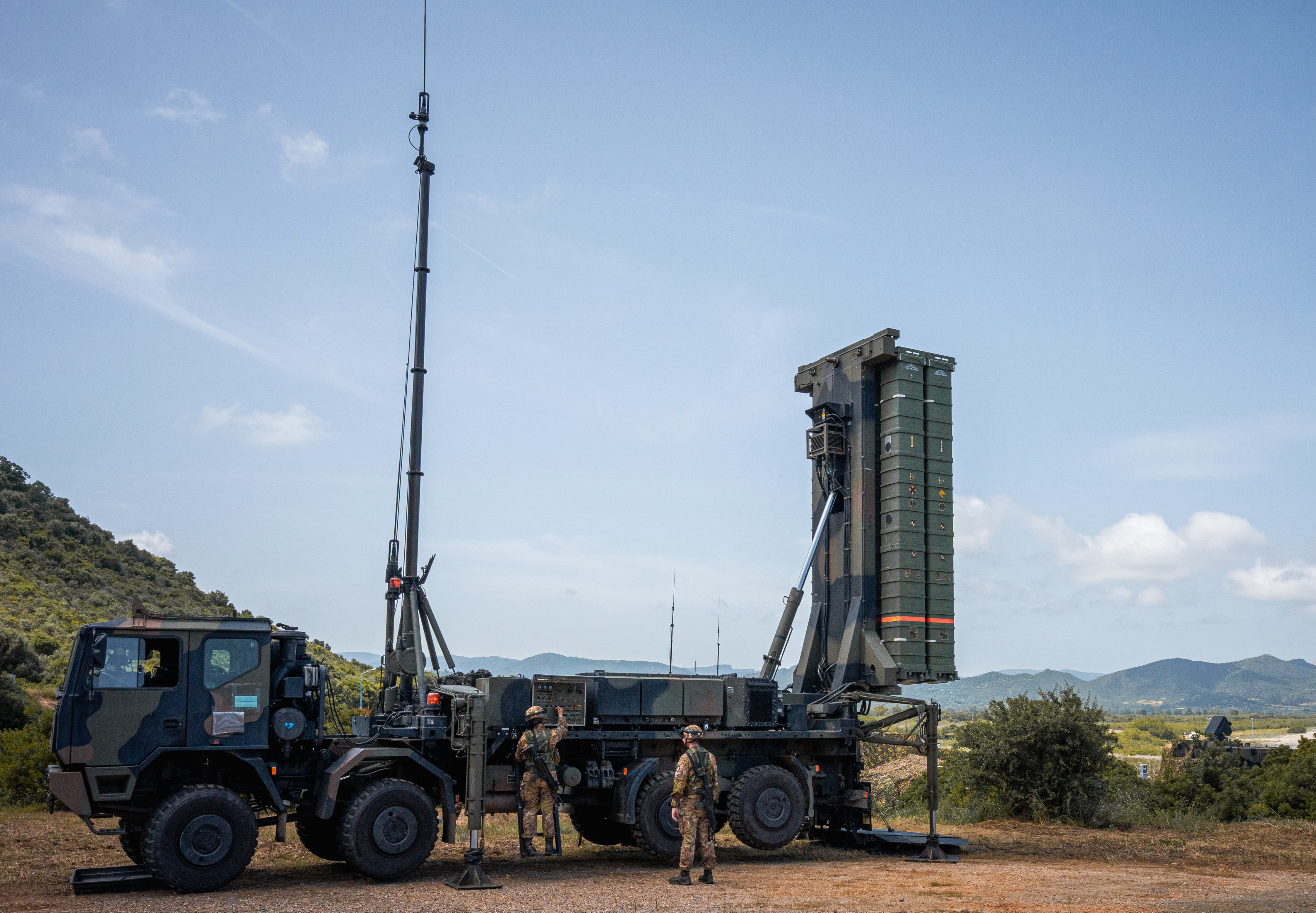
Italský systém SAMP/T

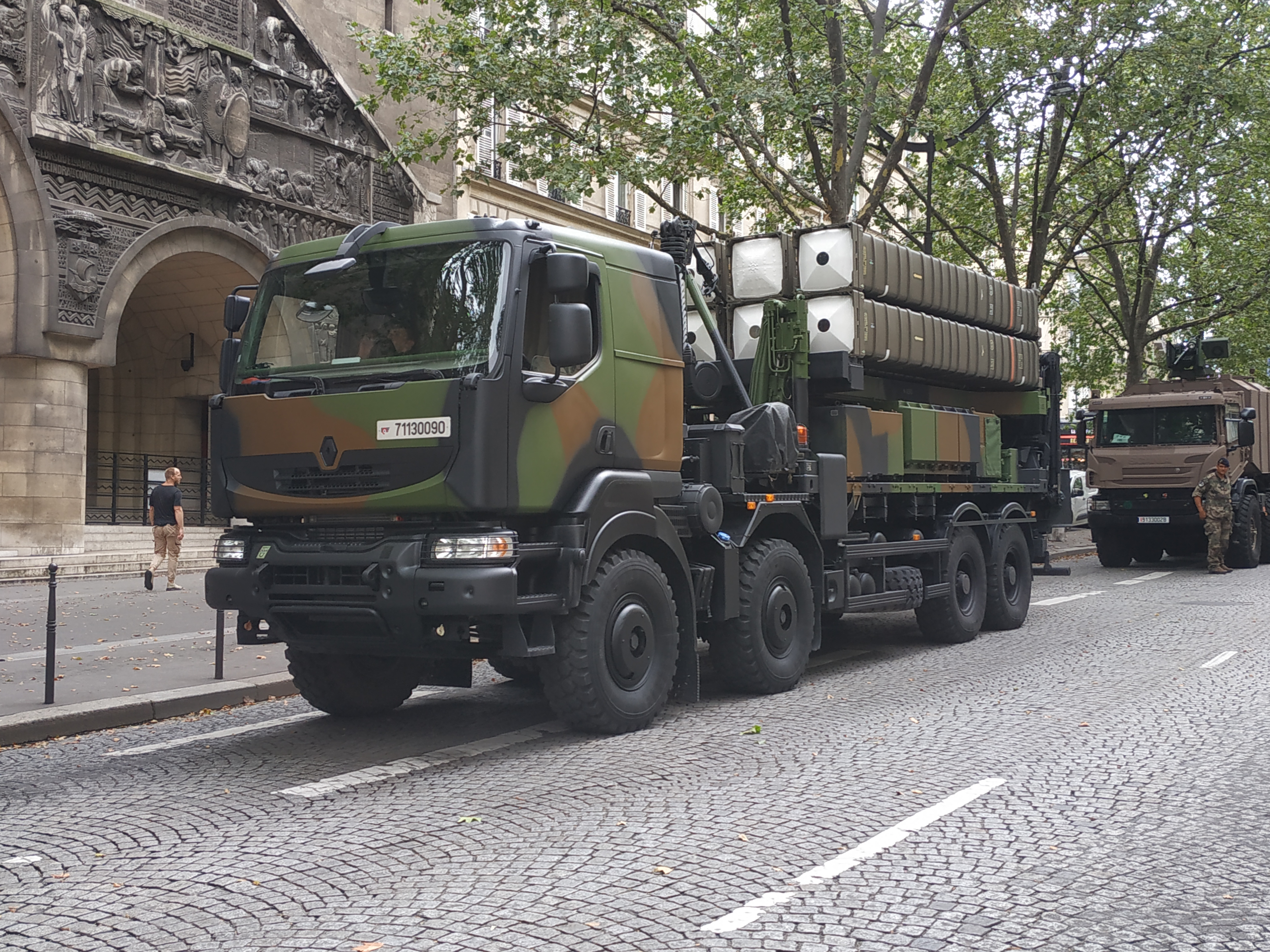
Francouzské vozidlo systému SAMP/T

Jedná se o rychle manévrující (přetížení až 60 g) střely pro zajištění bodové obrany, poziční obrany a prostorové obrany proti koordinovanému útoku letadel či řízených střel.
Střely Aster 15 a Aster 30 mají modulární konstrukci a řadu společných prvků. Odpalovány jsou z vertikálních vypouštěcích sil Sylver. Každý modul Sylver má osm buněk, přičemž verze Sylver A43 nese jen střely Aster 15, zatímco modul Sylver A50 nese oba typy střel.
Střely Aster jsou základním prvkem systému PAAMS (Principal Anti Air Missile System – Základní systém protiraketových střel), vyvíjeného společně Velkou Británií, Francií a Itálií (nesou jej torpédoborce třídy Daring, Horizon a Orizzonte). 
Vyvinuta byla rovněž pozemní verze systému, označená SAMP/T, sloužící k obraně objektů a prostor prvořadé důležitosti. Ta je vybavena střelami Aster 30, které dokážou ničit balistické rakety s doletem do 600 km. Francie 20. září 2010 zařadila do služby první baterii SAMP/T. Do roku 2011 mají být operační celkem tři baterie. Francie objednala celkem 10 a Itálie 5 systémů.
Dne 8. října 2024 byla poprvé úspěšně otestována střela verze Aster 30 Block 1NT, která má být evropským ekvivalentem americké střely Patriot PAC-3 MSE. V srpnu 2025 byl oznámen druhý úspěšný zkušební odpal střely Aster 30 Block 1NT.

## Varianty
- Aster 15 – Tato střela má dosah 30 km a rychlost 1000 m/s.
  - Aster 15 EC (Enhanced Capabilities) – Modernizovaná verze střely vyvíjena v rámci upgradu protiletadlových torpédoborců třídy Horizon. Cílem modernizace je vylepšit navigační systém střely, naváděcí algoritmy, profil letu a zvýšit palubní výpočetní výkon. Předpokládá se, že tato vylepšení zdvojnásobí dolet střely, sníží minimální vzdálenost zásahu a celkově posílí její útočné schopnosti.[4]

- Aster 30 – Tato varianta se od předchozí verze liší především použitím urychlovacího startovacího stupně, který zvyšuje rychlost a dolet střely. Vlastní střela je totožná s Aster 15. Dosah střely je 120 km a rychlost 1400 m/s. Tato verze střely může sloužit i k ničení některých balistických raket.
  - Aster 30 Block 1 – Vylepšená varianta se schopnostmi obrany proti balistickým raketám středního doletu.
  - Aster 30 Block 1NT (New Technology) – Vylepšená varianta se schopnostmi obrany proti balistickým raketám středního doletu. Je určena jak pro válečné lodě, tak pozemní systémy SAMP/T NG. Cíle ničí metodou „hit-to-kill“. Dosah 150 km, výškový dosah 25 km.[3]

- SAMP/T – Pozemní verze systému.
- SAMP/T NG – Vylepšená pozemní verze systému. Mimo jiné obsahuje nový radar GF300 s dosahem až 350 km a vylepšený systém velení a řízení schopný reagovat i na balistické a hypersonické hrozby. Jedna baterie SAMP/T NG může řídit až šest odpalovacích vozidel s celkovou zásobou 48 střel. Přijetí systému do služby plánováno na rok 2026.[3]

## Uživatelé
Alžírsko
- Alžírské námořnictvo

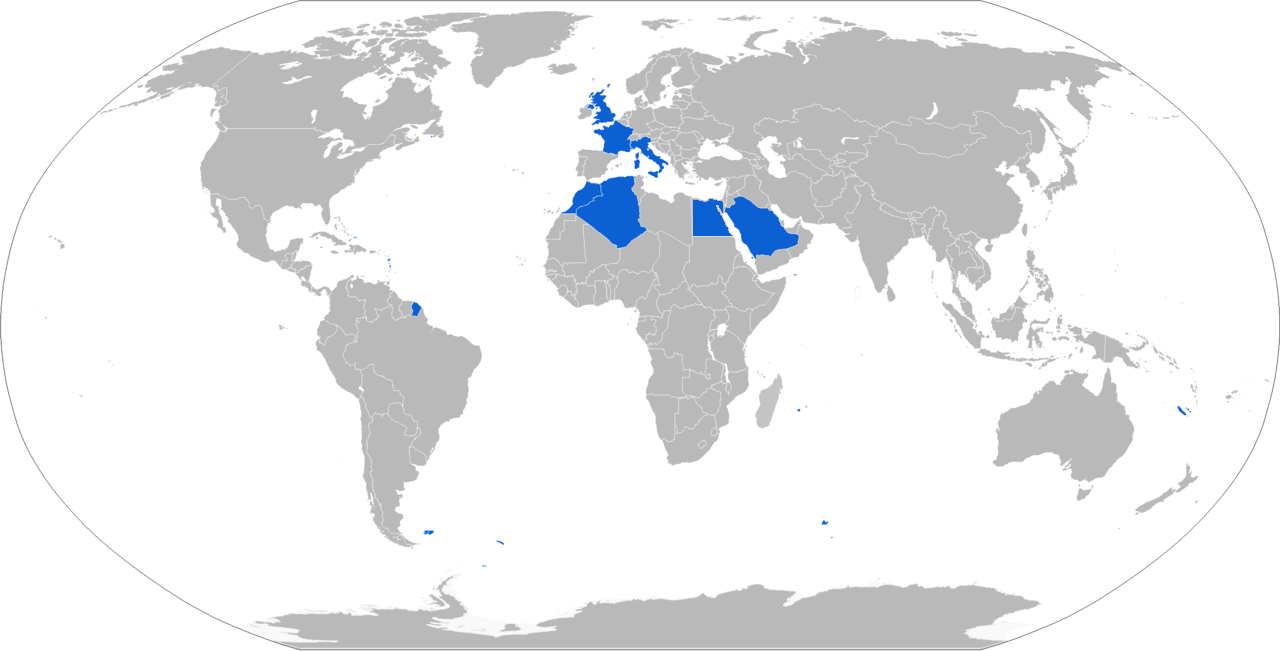
Přehled uživatelů

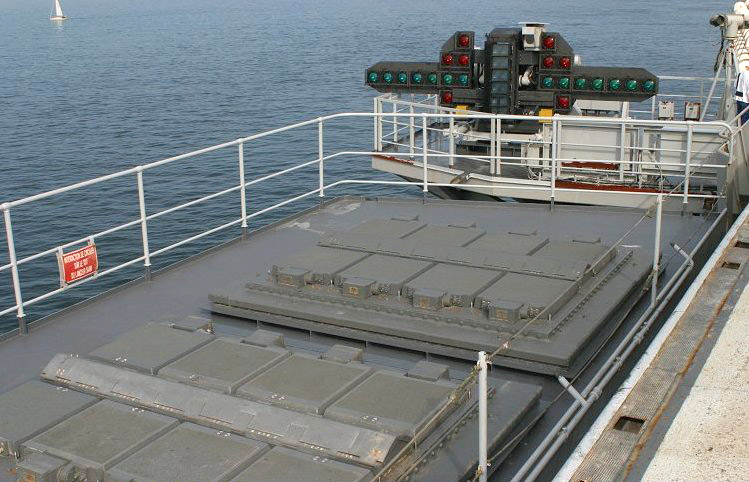
Vertikální vypouštěcí silo Sylver A43 pro střely Aster 15 na palubě letadlové lodi Charles de Gaulle

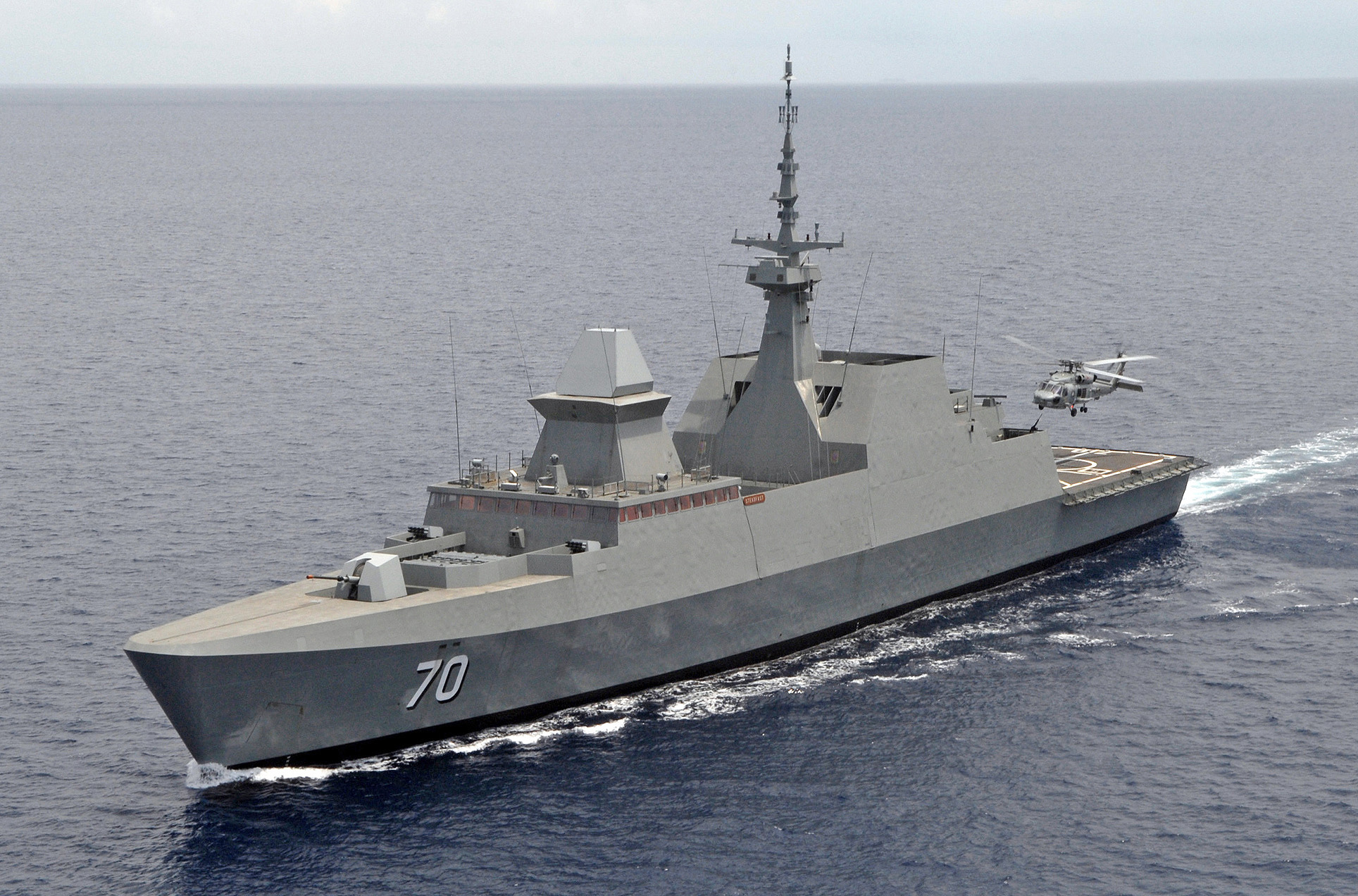
Singapurská protiletadlová fregata RSS Steadfast

  - Kalaat Béni Abbès (474) – výsadková loď
  - Třída FREMM – fregata

 Egypt
- Egyptské námořnictvo
  - Třída FREMM – fregaty

 Francie
- Francouzské námořnictvo
  - Charles de Gaulle – letadlová loď
  - Třída Horizon – torpédoborce
  - Třída FREMM – fregaty
  - Třída Amiral Ronarc'h – fregaty

 Itálie
- Italské námořnictvo
  - Trieste (L9890) – vrtulníková výsadková loď
  - Cavour – víceúčelová letadlová loď
  - Třída Orizzonte – torpédoborce
  - Třída FREMM – fregaty
  - Třída Thaon di Revel – hlídkové lodě (konfigurace Light+ a Full)

 Katar
- Katarské námořnictvo
  - Třída Doha

 Saúdská Arábie
- Saúdské královské námořnictvo
  - Třída Al Riyadh – fregaty

 Singapur
- Singapurské námořnictvo
  - Třída Formidable – fregaty
- Singapurské letectvo
  - SAMP/T[5]

 Spojené království
- Royal Navy
  - Třída Daring – torpédoborce

 Ukrajina
- Ukrajinské letectvo – systém SAMP/T dodaný na jaře 2023 z Francie a Itálie na obranu proti ruské invazi.[6]

## Hlavní technické údaje (Aster 15)
- Hmotnost: 310 kg
- Délka: 4,2 m
- Průměr 0,18 m
- Rozpětí:
- Rychlost: 1000 m/s
- Operační dolet: 30 km
- Operační výška: